# Safrax
Safrax (... – 400 circa) è stato un condottiero ostrogoto del IV secolo.

## Storia
In seguito alla morte di re Vitimero avvenuta nel 376, e in seguito alla guerra contro gli Unni, guidò il proprio popolo verso il Danubio unendosi ai Visigoti di Alateo. Insieme a questi combatté nella battaglia di Adrianopoli del 378.